# 卢埃尔莫
卢埃尔莫，是西班牙卡斯蒂利亚-莱昂萨莫拉省的一个市镇。 总面积36平方公里，总人口239人（2001年），人口密度7人/平方公里。